# Angola vasúti közlekedése

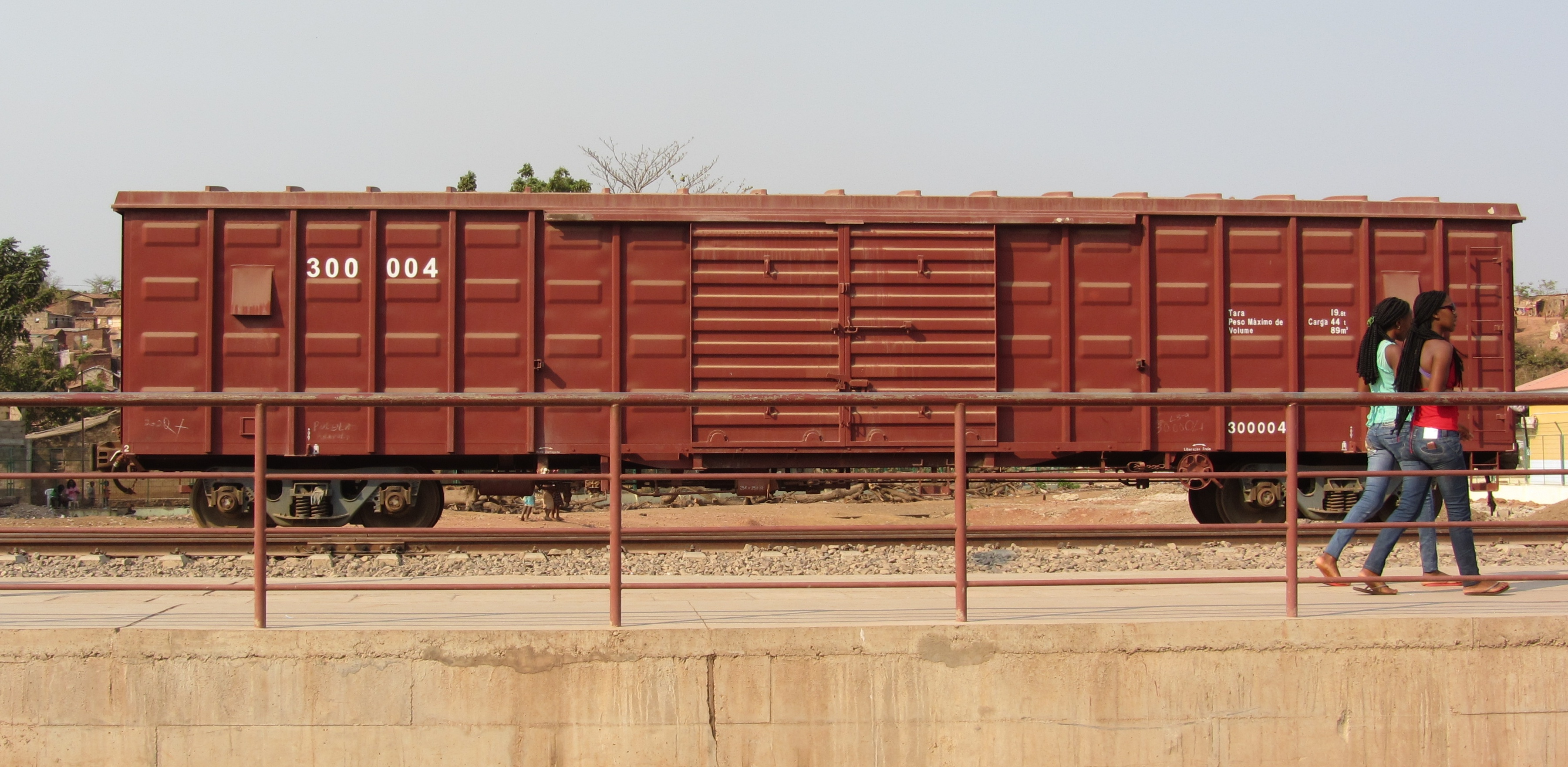
teherkocsi Angolában

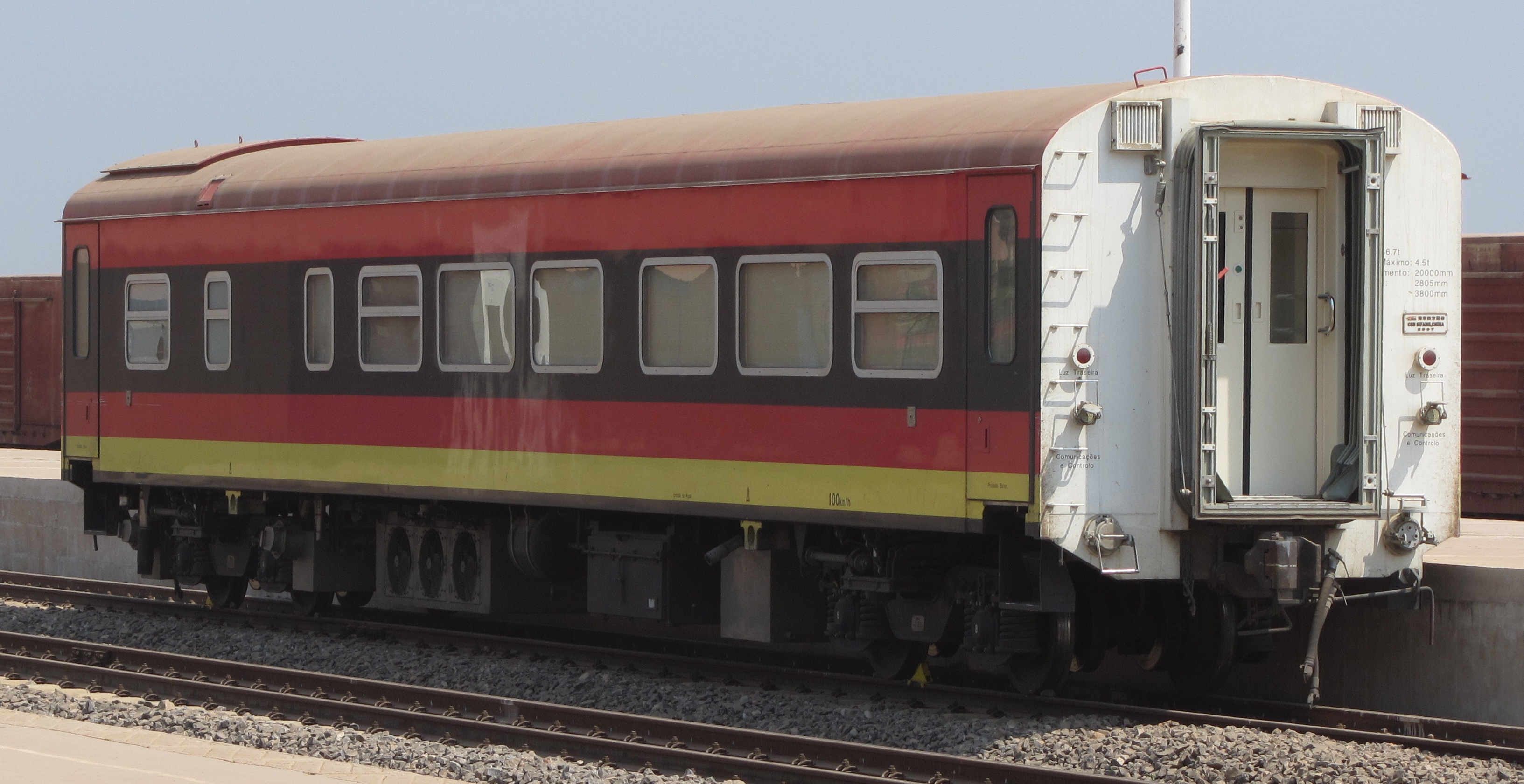
Korszerű, kínai gyártású személykocsi

Angola vasúthálózatának hossza 2010-ben 2 764 km volt, melyből 2 641 km 1 067 mm-es, 123 km 600 mm-es nyomtávolságú. Villamosított vonalak nincsenek az országban. Jelenleg az országban egymással hálózatot nem alkotó három vasúti vonal található: Luanda és Malanje között (ezt nevezik általában Luanda vasútvonalnak), Lobito/Benguela és Luau között (ez a transzkontinentális ún. Benguela vasútvonal, mely egészen az Indiai-óceán partjáig tart), Namibe és Menongue között (más néven Moçâmedes vasútvonal). Korábban a 600 mm-es nyomtávolságú vonal volt a negyedik Gunza és Gabala között, de ezen jelenleg nincsen forgalom.
A vasúti infrastruktúra Fekete-Afrika térségének többi országához képest viszonylag jónak mondható. Az elmúlt években a gördülőállományt és a vasúti pályát korszerűsítették. Például vadonatúj kínai gyártású mozdonyokat és korszerű, klimatizált, valós idejű utastájékoztatással is felszerelt személykocsikat szereztek be. A jövőbeni vasúti fejlesztési tervek között pedig szerepel a jelenleg meglévő három szeparált vonal összeköttetése és új vonalak kiépítése a szomszédos országok irányába is nemzetközi összeköttetés létesítése céljából.

## Vasúti kapcsolata más országokkal
Jelenleg csak Kongóval van közvetlen nemzetközi összeköttetése.